# Porthmeia pyrozona
Porthmeia pyrozona är en fjärilsart som beskrevs av Collenette 1930. Porthmeia pyrozona ingår i släktet Porthmeia och familjen tofsspinnare. Inga underarter finns listade i Catalogue of Life.